# ヴィクトリアフォールズ橋
ヴィクトリアフォールズ橋（ヴィクトリアフォールズばし、英語: Victoria Falls Bridge）は、ザンベジ川に架かる橋である。ヴィクトリア滝のすぐ下流にあり、ジンバブエとザンビアを結んでいる。
橋の素材は鋼鉄で、長さは250メートル。メインアーチのスパンは156.5メートル、水面からの高さは128メートルである。鉄道線路、車道、歩道が備え付けられている。米国土木学会はこの橋を歴史的構造技術ランドマークに登録している。

## 歴史
この橋を建設することを思いついたのはダイアモンド王セシル・ローズで、ローズが推し進めたケープ・カイロ鉄道の一部としてであった。彼は橋の建設が始まる前に亡くなった。
設計を担当したのはのちにシドニーのハーバーブリッジを設計したイギリス人技師ラルフ・フリーマン卿であると言われるが、実際には、当時フリーマンは設計を担当したロンドンのコンサルタント会社で助手を務めていたに過ぎず、設計は同社のジョージ・アンドリュー・ホブソンが行った。建設には14ヶ月を要し、1905年に完成した。
1975年、ジンバブエ内戦の停戦交渉がこの橋の上で停車した列車の中で行われたが、9時間半の交渉の結果失敗した。
現在ではこの橋の上から高さ111メートルのバンジージャンプができる。